# Броненосцы типа «Демократи»
Броненосцы типа «Демократи́» (фр. Classe Démocratie)— серия французских эскадренных броненосцев периода 1900-х годов. Иногда назывались броненосцами типа «Либерте» (фр. Classe Liberté). Всего в 1903—1908 годах было построено четыре броненосца, проект которых лёг в основу последующих броненосцев типа «Дантон». «Либертэ» погиб 25 сентября 1911 года в результате взрыва боезапаса. 204 человека погибло и 184 ранено.
Остальные к началу Первой мировой войны находились в строю и активно использовались в боевых действиях на Средиземном море, в частности, в Дарданелльской операции. Пережили войну. «Демократи» и «Жюстис» в 1919 году находились в Севастополе, участвуя в интервенции против Советской России.

## История
Программа 1902 года предусматривала закладку ещё четырёх броненосцев типа «Републик». Но ещё в ходе проектирования было решено пересмотреть проект в соответствии с новыми тенденциями на усиление вспомогательного калибра, проявившимися практически во всех основных флотах мира. Старомодная «скорострельная» артиллерия калибром 120—152 миллиметра повсеместно уступала место более тяжелым и мощным орудиям.

## Представители
| Название                 | Верфь                       | Закладка    | Спуск на воду   | Вступление в строй | Судьба                |
| ------------------------ | --------------------------- | ----------- | --------------- | ------------------ | --------------------- |
| «Демократи» (Démocratie) | Верфь флота в Бресте        | 1 мая 1903  | 30 апреля 1904  | январь 1908        | продан на слом в 1921 |
| «Либертэ» (Liberté)      | A.C. de la Loire, Сен-Назер | ноябрь 1902 | 19 апреля 1905  | март 1908          | взорвался 25.09.1911  |
| «Жюстис» (Justice)       | F.C.M.                      | апрель 1903 | 27 октября 1904 | февраль 1908       | продан на слом в 1922 |
| «Веритэ» (Verite)        | C de la Gironde, Бордо      | апрель 1903 | 28 мая 1907     | июнь 1908          | продан на слом в 1922 |

## Конструкция
Броненосцы типа «Демократи» почти не отличались по размерам от броненосцев типа «Република», будучи всего на 200 тонн тяжелее. Они сохранили тот же многотрубный дизайн, с двумя дымовыми трубами за носовой боевой мачтой и одной трубой — в корме перед кормовой сигнальной мачтой. Верхний вес удалось несколько сократить путём отказа от кормовой надстройки.

### Вооружение
Как и тип «Републик», корабли вооружались четырьмя 305-миллиметровыми 40-калиберными орудиями, модели 1893/96М. От модели 1896 орудия отличались более короткой и широкой каморой. Орудия стреляли 349-кг снарядами с начальной скоростью 865 м/с, имели практическую скорострельность один выстрел в минуту, и дальность 12 500 м при максимальном угле возвышения 12°. Каждое 305-мм башенное орудие обслуживал расчёт из 18 человек.
Средняя артиллерия была изменена. На броненосцах серии «Демократи» французы заменили 164-мм орудия (имевшие скорострельность 3-4 выстрелов в минуту) на более мощные 194-мм орудия модели 1902 года, обладавшие практической скорострельностью 2 выстрела в минуту и стрелявшие 88-кг снарядами на дальность до 12 000 м. Десять орудий были установлены двумя группами: шесть в одноорудийных вращающихся башнях на верхней палубе, и четыре в казематах.
Противоминное вооружение состояло из тринадцати 65-мм (9-фунтовых) и десяти 47-мм (3-фунтовых) орудий.
Корабль также нес два 450-мм торпедных аппарата.

### Бронирование
Повторяло тип «Републик». Основу защиты составлял традиционный для французов сплошной главный пояс по ватерлинии, максимальной толщиной в средней части до 280 миллиметров. К верхней и нижней кромке пояс утоньшался, соответственно, до 240 мм и до 100 мм. В оконечностях пояс был тоньше: его максимальная толщина составляла 180 миллиметров, у верхней кромки — 140 миллиметров и у нижней — 81 миллиметр. Пояс состоял из двух рядов плит, при нормальном водоизмещении броневые плиты нижнего ряда возвышались над ватерлинией на 0,7 м и уходили под воду на 1,5 м. Верхний ряд имел высоту 1,6 м.
На нижний край пояса опиралась броневая палуба, толщина которой достигала 53 миллиметров в центре корпуса, и 70 мм — на скосах. Артиллерия главного калибра защищалась 350-мм плитами, основания башен — 250-миллиметровыми. Вспомогательная артиллерия (башенная) защищалась 150-мм броней, основания башен — 280-мм броней, а казематы — 140-мм броней.

### Силовая установка
Трёхвальная, 18 500 л. с. Скорость хода — 19 узлов. Запас угля 1825 тонн, чего хватало на 15 700 км экономичного 10-узлового хода. Компоновка силовой установки была идентична на всех шести судах. Машинное отделение, разделённое на три части продольными водонепроницаемыми переборками, было в средней части корабля, а соответствующие конденсаторы сразу позади своих двигателей. Носовая котельная была больше и делилась на три отсека двумя поперечными переборками, вдоль бортов находились угольные ямы, а кормовая была меньше и состояла из одного отсека. Динамо-машина и вспомогательное оборудование были на платформе, между передней котельной и машинным отделением.

## Оценка проекта
На момент своей закладки броненосцы типа «Демократи» оценивались как весьма удачные. Они относились к переходному типу с увеличенным калибром средней артиллерии. Появление этого типа было связано с развитием технологий бронирования и появлением высокопрочной крупповской брони, сделавшей возможным эффективную и приемлемую по весу защиту значительно большей части борта корабля чем допускали более ранние образцы. Таким образом, традиционная скорострельная артиллерия калибром 120—170 мм более не считалась способной эффективно поражать надводный борт вражеских кораблей.
На броненосцах типа «Демократи», скорострельные пушки заменили гораздо более мощными 194-мм орудиями, способными стрелять дальше и пробивать тонкую броню верхних поясов вражеских кораблей. Кроме того фугасное действие 194-мм снаряда было гораздо сильнее. Значительно улучшилась противоминная артиллерия; новые 65-мм орудия были вполне адекватны задаче противоминной обороны на момент закладки кораблей, но за время строительства опять устарели.
| Год закладки                    | 1902                                                      | 1903                                      | 1901                                      |
| Год ввода в строй               | 1905                                                      | 1908                                      | 1906                                      |
| Водоизмещение нормальное, т     | 15 800                                                    | 14 860                                    | 14 605                                    |
| Полное, т                       | 16 650                                                    | 15 834                                    |                                           |
| Мощность ПМ, л. с.              | 18 000                                                    | 18 500                                    | 18 000                                    |
| Максимальная скорость, узл      | 18,5                                                      | 19                                        | 19                                        |
| Дальность, миль (на ходу, узл.) | 5270 (10)                                                 | 7000 (10)                                 | 7000(10)                                  |
| Бронирование, мм                |                                                           |                                           |                                           |
| Тип                             | КС                                                        | КС                                        | КС                                        |
| Пояс                            | 229                                                       | 280                                       | 280                                       |
| Палуба(скосы)                   | 25(51)                                                    | 53(70)                                    | 53(70)                                    |
| Башни                           | 305                                                       | 320                                       | 320                                       |
| Барбеты                         | 305                                                       | 255                                       | 255                                       |
| Рубка                           | 305                                                       | 330                                       | 330                                       |
| Вооружение                      | 2×2×305/40 4×1×234/47 10×1×152-мм/45 12×1×76,2-мм/40 4 ТА | 2×2×305/40 10×1×194/50 13×1×65-мм/50 2 ТА | 2×2×305/40 18×1×164/45 25×1×47-мм/45 2 ТА |

Их аналогами в других флотах были броненосцы типа «Лорд Нельсон», типа «Реджина Елена», типа «Коннектикут», типа «Андрей Первозванный», японский броненосец Сацума: но из-за чрезвычайно затянувшейся постройки, броненосцы вступили в строй только в 1908 году, уже будучи устаревшими.

## Комментарии
1. ↑  Для британских и американских кораблей в источниках водоизмещение даётся в длинных тоннах, поэтому оно пересчитано в метрические тонны